# Barasoain-Kirche

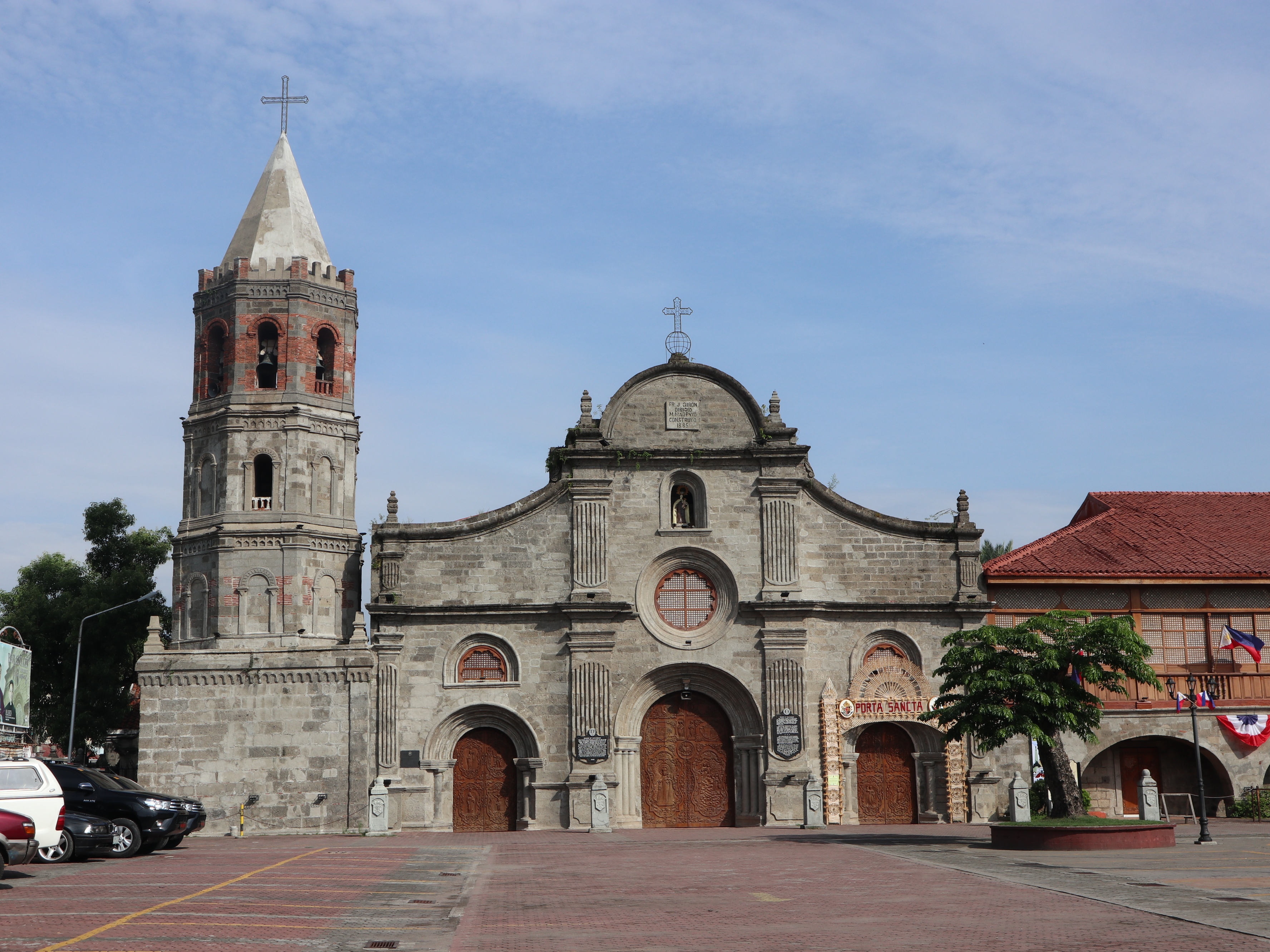
Die Barasoain-Kirche (2021)

Die Barasoain-Kirche (Tagalog: Simbahan ng Barasoain), offiziell Our Lady of Mount Carmel Parish, ist eine römisch-katholische Kirche in Malolos, Bulacan. Errichtet im Jahr 1888, gehört die Kirche zu den bedeutendsten Sakralbauten der Philippinen. Sie gilt als Wiege der Demokratie des Ostens, seit in ihr im September 1898 der Revolutionskongress tagte und die Unabhängigkeitserklärung der Philippinen ratifiziert wurde. Diese ist Grundlage der Verfassung der Philippinen, der ersten republikanischen Verfassung Asiens, und führte zur Proklamation der Ersten Philippinischen Republik.

## Namensherkunft
Der Name „Barasoain“ ist abgeleitet von Barásoain, einem Dorf in Navarra, Spanien. 

## Baubeschreibung
Die Kirche mit den angeschlossenen Gebäuden und Flächen bildet einen Komplex auf etwa 6000 Quadratmetern. Darauf befinden sich unter anderem die Kirche, ein Glockenturm, ein Kloster und ein Innenhof. Stilistisch finden sich Merkmale von Neobarock und Neorenaissance.